# Paul Newman
Paul Leonard Newman (26. siječnja 1925. – 26. rujna 2008.), američki glumac, filmski redatelj, imitator, filantrop i automobilist. Osvojio je brojne nagrade, uključujući Oscar za svoju izvedbu u Boji novca Martina Scorsesea 1986., tri Zlatna globusa, BAFTA nagradu, nagradu Ceha filmskih glumaca, nagradu Filmskog festivala u Cannesu, Emmy te mnoge druge počasne nagrade. Nekoliko je puta bio pobjednik nacionalnih prvenstava kao vozač u natjecanju Američkog sportskog automobilističkog kluba, a njegova je ekipa osvojila nekoliko prvenstava u utrkama IndyCar otvorenih vozila.
Newman je bio suosnivač Newman's Own, tvrtke za proizvodnju hrane čiji je profit donirao u dobrotvorne svrhe. Prema podacima od listopada 2008., ove donacije su premašile 250 milijuna dolara.
Newman je umro 26. rujna 2008. u svojem dugogodišnjem domu u Westportu u Connecticutu od komplikacija s uznapredovalim rakom pluća.

## Rani život
Newman je rođen u Shaker Heightsu u državi Ohio (u predgrađu Clevelanda), kao sin Therese (djevojački Fetzer ili Fetsko; slovački: Terézia Fecková) i Arthura Newmana, koji je vodio profitabilnu trgovinu sportskom opremom. Newmanov otac bio je Židov, sin imigranata iz Poljske i Mađarske. Newmanova majka, koja je prakticirala Kršćansku znanost, rođena je u slovačkoj katoličkoj obitelji u Ptičieu u bivšoj Austro-Ugarskoj (sada Slovačka). Newman se opisao kao Židov, rekavši da je "to veći izazov". Newmanova majka radila je u trgovini njegova oca, a u isto je vrijeme odgajala Paula i njegova brata Arthura (koji je kasnije postao producent i produkcijski menadžer).
Newman je odmalena pokazivao zanimanje za kazalište, što je njegova majka ohrabrivala. U sedmoj godini je debitirao, igravši dvorsku ludu u školskoj izvedbi Robina Hooda. Maturiravši u Shaker Hights High School 1943., kratko je pohađao Sveučilište Ohio u Athensu, gdje je bio član Phi Kappa Tau bratstva.

### Vojna služba
Newman je tijekom Drugog svjetskog rata služio u Mornarici na Pacifiku. Newman je poslan na mornarički V-12 program na Sveučilištu Ohio, gdje se nadao da će biti primljen za pilotsku obuku, ali je to propalo jer je otkriveno da ne razlikuje boje. Umjesto toga je poslan u kamp za obuku gdje se obučavao za radijskog vezista i strijelca. Kvalificiravši se kao radijski vezist i strijelac na torpedskim bombarderima, avijacijski radijski vezist treće klase Newman 1944. je poslan na Barber's Point na Havajima, a kasnije u rezervne torpedske eskadrone. Ti eskadroni prije svega su bili zaduženi za obuku rezervnih pilota i zračnih postrojbi, posebno u smislu slijetanja na nosače zrakoplova. Kasnije je letio na bombarderima kao repni strijelac. Kao radijski vezist i strijelac je služio na USS Bunker Hill-u tijekom Bitke za Okinawu u proljeće 1945. Naređeno mu je da se ukrca na nosač zajedno s odredom zamjena malo prije napada, ali igrom slučaja je bio zadržan jer je njegov pilot imao infekciju uha.
Nakon rata je završio svoj studij na Kenyon Collegeu u Gambieru u državi Ohio, diplomiravši 1949. Newman je kasnije studirao dramu na Sveučilištu Yale, diplomiravši 1954., te kod Leeja Strasberga u Actor's Studio u New Yorku.

## Filmska karijera
Newman je debitirao na Broadwayu u originalnoj produkciji Piknika Williama Ingea s Kim Stanley. Kasnije se pojavio u originalnoj broadwayskoj produkciji Sati očaja i Slatke ptice mladosti s Geraldine Page. Kasnije će se pojaviti u istoimenoj filmskoj verziji, također s Page.
Njegov prvi film u Hollywoodu bio je Srebrni kalež (1954.), nakon čega su slijedili Somebody Up There Likes Me (1956.), kao boksač Rocky Graziano; Mačka na vrućem limenom krovu (1958.) s Elizabeth Taylor; i Mladi iz Philadelphije (1959.), s Barbarom Rush i Robertom Vaughnom.
Newman se pojavio i na probi s Jamesom Deanom za film Istočno od Raja (1955.). Newman se prijavio za ulogu Arona Traska; Dean za ulogu Aronova brata blizanca Cala Traska. Dean je dobio ulogu Cala, dok je uloga za koju se Newman zanimao pripala Richardu Davalosu. Newman se iste godine pojavio u televizijskom prijenosu u boji kazališne predstave Thorntona Wildera Naš grad, s Evom Marie Saint i Frankom Sinatrom. Newman će 2003. glumiti u remakeu Našeg grada, preuzevši Sinatrinu ulogu upravitelja kazališta.

### Glavni filmovi
Newman je bio jedan od nekoliko glumaca koji su se uspješno nosili s prijelazom iz filma pedesetih u onaj šezdesetih i sedamdesetih. Nastupio je u filmovima Egzodus (1960.), Hazarder (1961.), Hud (1963.), Harper (1966.), Hombre (1967.), Hladnokrvni kažnjenik (1967.), Pakleni toranj (1974.), Siloviti udarac (1977.) i Presuda (1982.). U filmovima Butch Cassidy i Sundance Kid (1969.) i Žalac (1973.) se udružio s glumcem Robertom Redfordom i redateljem Georgeom Royem Hillom.
Sa suprugom Joanne Woodward je nastupio u filmovima Dugo, toplo ljeto (1958.), Rally 'Round the Flag, Boys! (1958.), From the Terrace (1960.), Paris Blues (1961.), A New Kind of Love (1963.), Winning (1969.), WUSA (1970.), The Drowning Pool (1975.), Harry i sin (1984.) i Gospodin i gospođa Bridge (1990.). Nastupili su i u miniseriji HBO-a Empire Falls, ali nisu dijelili nijednu scenu.
Osim što je režirao Harry i sin i nastupio u njemu, Newman je režirao još četiri dugometražna filma (u kojima nije glumio) s Woodward u glavnoj ulozi. Bili su to Rachel, Rachel (1968.), prema knjizi Margaret Laurence A Jest of God, ekranizacija drame dobitnice Pulitzerove nagrade Utjecaj gama zraka na sablasne nevene (1972.), televizijska adaptacija još jedne drame nagrađene Pulitzerom The Shadow Box (1980.) i adaptacija Staklenog zvjerinjaka Tennesseeja Williamsa (1987.).
Dvadeset i pet godina nakon Hazardera, Newman je reprizirao svoju ulogu "Brzog" Eddieja Felsona u Boji novca (1986.) Martina Scorsesea, za koju je osvojio Oscar za najboljeg glavnog glumca.

### Posljednji radovi
2003. je nastupio u broadwayskoj produkciji Našeg grada Throntona Wildera, a za svoju je ulogu nominiran za Tonyja. PBS i kabelska mreža Showtime prikazali su snimku produkcije, a Newman je bio nominiran za Emmy za najboljeg glavnog glumca u miniseriji ili TV filmu.
Njegova posljednja filmska uloga bila je ona mafijaškog šefa u filmu Put do uništenja iz 2002. s Tomom Hanksom, iako je i kasnije nastavio posuđivati glas. Kao strastveni automobilist, posudio je glas Docu Hudsonu, umirovljenom automobilistu u Autima Disneyja i Pixara. 2007. je bio pripovjedač filma Dale, o životu legendarnog NASCAR vozača Dalea Earnhardta što se pokazalo kao posljednja Newmanova filmska izvedba u bilo kojoj formi.

### Glumačka mirovina
Newman je 25. svibnja 2007. objavio kako se povlači u glumačku mirovinu. Izjavio je za ABC kako se više ne osjeća da može glumiti na razini na kojoj bi želio. "Počnete gubiti memoriju, počnete gubiti samopouzdanje, počnete gubiti domišljatost. Zato mislim da je to za mene zatvorena knjiga."

## Filantropija
Newman je 1982. s piscom A.E. Hotchnerom osnovao Newman's Own, liniju prehrambenih proizvoda. Marka je počela s proizvodnjom začina za salate, a proširila se na limunadu, kokice, sos i vino, među ostalim stvarima. Newman je potpisao policu prema kojoj će se svi profiti, nakon plaćanja poreza, proslijediti u dobrotvorne svrhe. Prema podacima s početka 2006., franšiza je donirala oko 250 milijuna dolara. Bio je jedan od autora memoara o organizaciji, Shameless Exploitation in Pursuit of the Common Good. Među ostalim nagradama, Newman's Own je jedan od sponzora PEN/Newman's Own First Amendment Award, nagrade od 25 tisuća dolara koja je osmišljena kako bi se nagradili oni koji štite Prvi amandman pisanom riječju. Njegova kćer, Nell Newman, preuzela je upravljanje tvrtkom nakon njegove smrti.
Jedan od korisnika njegove filantropije je Hole in the Wall Gang Camp, stambeni ljetni kamp za ozbiljno oboljelu djecu koji se nalazi u Ashfordu u državi Connecticut. Newman je bio jedan od suosnivača 1988.; nazvan je po bandi iz njegova filma Butch Cassidy i Sundance Kid (1969.). Jedan kamp se proširio na nekoliko njih u Sjedinjenim Državama, Irskoj, Francuskoj i Izraelu. Kamp svake godine pruža besplatni smještaj i njegu za 13 tisuća djece.
Newman je u lipnju 1999. donirao 250 tisuća dolara organizaciji Catholic Relief Services za pomoć kosovskim izbjeglicama.
Kenyon College je 1. lipnja 2007. objavio kako je Newman donirao deset milijuna dolara školi kako bi se osnovao stipendijski fond kao dio trenutne kampanje za prikupljenje sredstava u kojoj je do sada prikupljeno 230 milijuna dolara. Newman i Woodward bili su počasni supredsjedatelji prethodne kampanje.
Paul Newman bio je jedan od osnivača Odbora za poticanje korporativne filantropije (CECP), organizacije čiji su članovi predsjednici upravnih odbora i predsjedatelji korporacija posvećeni podizanju razine i kvalitete globalne korporativne filantropije. Osnovana 1999. od strane Newmana i nekoliko vodećih direktora, CECP je narasla na 175 članova i, preko godišnjih kongresa direktora, raširenog istraživanja podizanja razine i najboljih praktičnih publikacija, predvodi poslovnu zajednicu u razvoju održive i strategijske zajednice partnerstava povezanih filantropijom.

## Brakovi i obitelj
Newman se dvaput ženio. Njegov prvi brak s Jackie Witte trajao je od 1949. do 1958. Zajedno su dobili sina, Scotta (1950.), i dvije kćeri, Susan Kendall (1953.) i Stephanie. Scott Newman, koji je umro u studenom 1978. od posljedica predoziranja, pojavio se u filmovima Breakheart Pass, Pakleni toranj i Fraternity Row 1977. Newman je u uspomenu na svog sina osnovao Scott Newman Center za prevenciju zloporabe droga.
Susan je redateljica dokumentaraca i filantrop, a pojavila se na Broadwayu i na filmu, uključujući ulogu jedne od četiri obožavateljice Beatlesa u filmu I Wanna Hold Your Hand 1978. Nominirana je kao koproducentica TV filma The Shadow Box. Newman ima dvoje unučadi.
Newman se 2. veljače 1958. vjenčao s glumicom Joanne Woodward. Imaju tri kćeri: Elinor "Nell" Teresu (1959.), Melissu "Lissy" Stewart (1961.) i Claire "Cleu" Oliviju (1965.). Newman je režirao Elinor (umjetničkog imena Nell Potts) u središnjoj ulozi zajedno s majkom u filmu Utjecaj gama zraka na sablasne nevene.
Newman je živio podalje od holivudskog okružja. Potiho je izgradio dom u Westportu u Connecticutu i posvetio se obitelji. Kad su ga priupitali za njegovu nevjernost, uzviknuo je, "Zašto ići po hamburger kad imate odrezak kući?"

## Politički aktivizam
Kako je bio veliki zagovaratelj Eugenea McCarthyja 1968. (i efektivnog korištenja televizijskih reklama u Kaliforniji), Newman je bio 19. na popisu neprijatelja Richarda Nixona.
Dosljedan svojim liberalnim uvjerenjima, Newman je javno podupro kandidaturu Neda Lamonta na demokratskim predizborima 2006. protiv senatora Joea Liebermana, a kružile su glasine kako će se i sam kandidirati sve dok Lamont nije isplivao kao vjerodostojna alternativa. Novčano je podupro predsjedničku kampanju Chrisa Dodda.
Newman je bio glasni zagovaratelj homoseksualnih prava, a posebno istospolnih brakova.

## Automobilizam
Newman je bio strastveni automobilist, a prvi je put postao zainteresiran dok je 1969. trenirao za snimanje filma Winning. Newmanova prva profesionalna utrka bila je 1972. u Thompsonu u Connecticutu, a bio je stalni natjecatelj utrka Sports Car Club of America do kraja desetljeća, osvojivši nekoliko prvenstava. 1979. je vozio 24 sata Le Mansa u Porscheu 935 Dicka Barboura, završivši na drugoj poziciji. Newman se ponovno pridružio Dicku Barbouru 2000. kako bi se natjecao na Petit Le Mans.
Od sredine sedamdesetih do početka devedesetih, vozio je za ekipu Boba Sharpa, uglavnom Datsunse (koji su kasnije postali Nissani) u Trans-Am Series. U osamdesetima je povezivan s tom markom, a čak je i snimio i nekoliko reklama za njih. U 70. godini je postao najstariji vozač koji je bio dio pobjedničke momčadi u velikoj utrci, pobijedivši 1995. na 24 sata Daytone. Među njegovim posljednjim iskustvima pri velikim brzinama bilo je natjecanje na Baja 1000 2004. i ponovno 24 sata Daytone 2005.
Newman je isprva posjedovao vlastitu trkaću momčad, koja se natjecala u Can-Am seriji, da bi 1983. postao jedan od osnivača Newman/Haas Racing s Carlom Haasom. Sezona 1996. zabilježena je u IMAX-ovu filmu Super Speedway, u kojem je Newman bio pripovjedač. Bio je i partner u momčadi Newman Wachs Racing u natjecanju Atlantic Championship.

## Bolest i smrt
Newman je trebao ostvariti svoj kazališni redateljski debi 2008. s produkcijom O miševima i ljudima Johna Steinbecka u Westport Country Playhouse, ali je odustao 23. svibnja 2008., navevši zdravstvene tegobe.
U lipnju 2008. su mediji objavili kako je Newmanu, bivšem strastvenom pušaču, dijagnoziran rak pluća te da je primio terapiju u bolnici Sloan-Kettering u New Yorku. Fotografi su uslikali Newmana u svibnju 2008. u teškom stanju. Pisac A.E. Hotchner, koji je bio Newmanov partner pri osnivanju Newman Owna u osamdesetima, izjavio je za Associated Press da mu je Newman rekao za bolest prije osamneast mjeseci. Newmanov glasnogovornik izjavio je medijima da se zvijezda "dobro drži", ali nije ni potvrdio ni opovrgnuo da ima rak. Newman je u kolovozu navodno bio završio kemoterapiju i rekao svojoj obitelji kako želi umrijeti kući. Umro je 26. rujna 2008., u 83. godini, okružen obitelji i bliskim prijateljima. Njegovi ostaci kasnije su kremirani nakon privatnog sprovoda blizu njegove kuće u Westportu.

## Filmografija, nagrade i nominacije

### Kao glumac
| Godina | Naslov                                         | Uloga                          | Bilješke |
| ------ | ---------------------------------------------- | ------------------------------ | --- |
| 1952.  | Tales of Tomorrow                              | Narednik Wilson                | TV serija |
| 1954.  | Srebrni kalež                                  | Basil                          | |
| 1956.  | Somebody Up There Likes Me                     | Rocky Graziano                 | |
| 1956.  | The Rack                                       | Satnik Edward W. Hall Jr.      | |
| 1957.  | Priča o Helen Morgan                           | Larry Maddux                   | |
| 1957.  | Until They Sail                                | Satnik Jack Harding            | |
| 1958.  | Dugo, toplo ljeto                              | Ben Quick                      | |
| 1958.  | Ljevoruki revolveraš                           | Billy the Kid                  | |
| 1958.  | Mačka na vrućem limenom krovu                  | Brick Pollitt                  | Nominiran - Oscar za najboljeg glavnog glumca Nominiran - BAFTA za najboljeg glumca                                                                     |
| 1958.  | Rally 'Round the Flag, Boys!                   | Harry Bannerman                | |
| 1959.  | Mladi iz Philadelphije                         | Anthony Judson Lawrence        | |
| 1960.  | From the Terrace                               | David Alfred Eaton             | |
| 1960.  | Egzodus                                        | Ari Ben Canaan                 | |
| 1961.  | Hazarder                                       | Eddie Felson                   | BAFTA za najboljeg glumca Nominiran - Oscar za najboljeg glavnog glumca Nominiran - Zlatni globus za najboljeg glumca – drama                           |
| 1961.  | Paris Blues                                    | Ram Bowen                      | |
| 1962.  | Slatka ptica mladosti                          | Chance Wayne                   | Nominiran - Zlatni globus za najboljeg glumca – drama                                                                                                   |
| 1962.  | Hemingwayeve pustolovine mladog čovjeka        | Ad Francis, 'The Battler'      | Nominiran - Zlatni globus za najboljeg sporednog glumca                                                                                                 |
| 1963.  | Hud                                            | Hud Bannon                     | Nominiran - Oscar za najboljeg glavnog glumca Nominiran - BAFTA za najboljeg glumca Nominiran - Zlatni globus za najboljeg glumca – drama               |
| 1963.  | A New Kind of Love                             | Steve Sherman                  | |
| 1963.  | Nagrada                                        | Andrew Craig                   | |
| 1964.  | What a Way to Go!                              | Larry Flint                    | |
| 1964.  | The Outrage                                    | Juan Carrasco                  | |
| 1965.  | Lady L                                         | Armand Denis                   | |
| 1966.  | Harper                                         | Lew Harper                     | |
| 1966.  | Poderana zavjesa                               | Prof. Michael Armstrong        | |
| 1967.  | Hombre                                         | John Russell                   | |
| 1967.  | Hladnokrvni kažnjenik                          | Luke Jackson                   | Nominiran - Oscar za najboljeg glavnog glumca Nominiran - Zlatni globus za najboljeg glumca – drama                                                     |
| 1968.  | Tajni rat Harryja Frigga                       | Razvodnik Harry Frigg          | |
| 1969.  | Winning                                        | Frank Capua                    | |
| 1969.  | Butch Cassidy i Sundance Kid                   | Butch Cassidy                  | Nominiran - BAFTA za najboljeg glumca |
| 1970.  | WUSA                                           | Rheinhardt                     | |
| 1971.  | Sometimes a Great Notion                       | Hank Stamper                   | |
| 1971.  | Once Upon a Wheel                              | On sam                         | Pobjednik: Nagrada Svjetskog televizijskog festivala, Pobjednik: Najbolji sportski međunarodni dokumentarac                                             |
| 1972.  | Pocket Money                                   | Jim Kane                       | |
| 1972.  | Život i vrijeme suca Roya Beana                | Sudac Roy Bean                 | |
| 1973.  | Mackintosh-čovjek                              | Joseph Rearden                 | |
| 1973.  | Žalac                                          | Henry Gondorff                 | |
| 1974.  | Pakleni toranj                                 | Doug Roberts                   | |
| 1975.  | The Drowning Pool                              | Lew Harper                     | |
| 1976.  | Buffalo Bill i Indijanci                       | William F. "Buffalo Bill" Cody | |
| 1977.  | Siloviti udarac                                | Reggie "Reg" Dunlop            | |
| 1979.  | Kvintet                                        | Essex                          | |
| 1980.  | When Time Ran Out...                           | Hank Anderson                  | |
| 1981.  | Fort Apache the Bronx                          | Murphy                         | |
| 1981.  | Bez zlobe                                      | Michael Colin Gallagher        | Nominiran - Oscar za najboljeg glavnog glumca |
| 1982.  | Pođi sa mnom                                   |                                | TV |
| 1982.  | Presuda                                        | Frank Galvin                   | Nominiran - Oscar za najboljeg glavnog glumca Nominiran - Zlatni globus za najboljeg glumca – drama                                                     |
| 1984.  | Harry i sin                                    | Harry Keach                    | |
| 1986.  | Boja novca                                     | Brzi Eddie Felson              | Oscar za najboljeg glavnog glumca Nominiran - Zlatni globus za najboljeg glumca – drama                                                                 |
| 1989.  | Fat Man and Little Boy                         | General Leslie R. Groves       | |
| 1989.  | Blaze                                          | Guverner Earl K. Long          | |
| 1990.  | Gospodin i gospođa Bridge                      | Walter Bridge                  | |
| 1993.  | La Classe américaine                           | Dave                           | samo u sinkroniziranom arhivskom materijalu |
| 1994.  | Mr. Hula-Hoop                                  | Sidney J. Mussburger           | |
| 1994.  | Ničija budala                                  | Donald J. "Sully" Sullivan     | Nominiran - Oscar za najboljeg glavnog glumca Nominiran - Zlatni globus za najboljeg glumca – drama                                                     |
| 1998.  | Sumrak                                         | Harry Ross                     | |
| 1999.  | Poruka u boci                                  | Dodge Blake                    | |
| 2000.  | Gdje je lova                                   | Henry Manning                  | |
| 2002.  | Put do uništenja                               | John Rooney                    | Nominiran - Oscar za najboljeg sporednog glumca Nominiran - BAFTA za najboljeg sporednog glumca Nominiran - Zlatni globus za najboljeg sporednog glumca |
| 2003.  | Naš grad                                       | Upravitelj kazališta           | Nominiran - Emmy za najboljeg glumca u miniseriji ili TV filmu                                                                                          |
| 2005.  | Empire Falls                                   | Max Roby                       | Emmy za najboljeg sporednog glumca; Zlatni globus za najboljeg sporednog glumca u seriji, miniseriji ili TV filmu                                       |
| 2005.  | Magnificent Desolation: Walking on the Moon 3D | Dave Scott                     | glas |
| 2006.  | Auti                                           | Doc Hudson                     | glas |
| 2007.  | Dale                                           | Pripovjedač                    | glas |

### Kao redatelj i producent
| Godina | Naslov                                | Bilješke |
| ------ | ------------------------------------- | --- |
| 1968.  | Rachel, Rachel                        | Zlatni globus za najbolju režiju Nominiran - Oscar za najbolji film Nagrada Kruga filmskih kritičara za najboljeg redatelja |
| 1969.  | Butch Cassidy i Sundance Kid          | Ko-izvršni producent (nepotpisan)                                                                                           |
| 1969.  | Winning                               | Ko-izvršni producent (nepotpisan)                                                                                           |
| 1970.  | WUSA                                  | Koproducent |
| 1971.  | Sometimes a Great Notion              | Redatelj i ko-izvršni producent                                                                                             |
| 1971.  | They Might Be Giants                  | producent |
| 1972.  | Utjecaj gama zraka na sablasne nevene | Redatelj i producent |
| 1972.  | Život i vrijeme suca Roya Beana       | Ko-izvršni producent (nepotpisan)                                                                                           |
| 1980.  | The Shadow Box                        | Nominiran - Emmy za najboljeg redatelja za miniseriju, film ili dramski specijal                                            |
| 1984.  | Harry i sin                           | Redatelj i producent |
| 1984.  | Stakleni zvjerinjak                   | |
| 2005.  | Empire Falls                          | Producent, Nominiran: Emmy za najbolju miniseriju                                                                           |

## Dodatne nagrade i priznanja

### Oscari
Počasna nagrada
- Za njegove "mnoge nezaboravne i zadivljujuće filmske izvedbe" (1986.)

Humanitarna nagrada Jean Hersholt
- Za njegov dobrotvorni rad (1994.)

### Zlatni globusi
Najperspektivniji glumac
- Srebrni kalež (1957.)

Nagrada Henrietta
- Najomiljeniji filmski glumac (1964.; 1966.)

Nagrada Cecil B. DeMille
- Za životno djelo (1984.)

### Ostalo
Newman je osvojio nagradu za najboljeg glumca Filmskog festivala u Cannesu za Dugo, toplo ljeto i Srebrnog medvjeda Berlinskom filmskom festivalu za Ničiju budalu.
Newman je 1968. proglašen "Osobom godine" od strane dramske sekcije Sveučilište Harvard, Hasty Pudding Theatricals.
Newmanov dan proslavlja se na Kenyon Collegeu, Bates Collegeu, Sveučilište Princeton i drugim američkim koledžima od sedamdesetih.

## Objavljena djela
- Newman, Paul i A. E. Hotchner. Newman's Own Cookbook. Simon & Schuster, 1998. ISBN 0684848325.
- Newman, Paul i A. E. Hotchner. Shameless Exploitation in Pursuit of the Common Good. Doubleday Publishing, 2003. ISBN 0385508026.

## Vanjske poveznice
- Paul Newman u internetskoj bazi filmova IMDb-u (engl.)